# Firefox (吉祥物)
各国家或地区的Mozilla社群為推廣Mozilla Firefox，可能會自行設計吉祥物做為Mozilla Firefox的象徵。

## Alab
由菲律賓社群所創作的吉祥物。

## G-Fox
G-Fox是謀智中國所推出的吉祥物，於2008年7月22日正式公開。其字母「G」有多重含义，可代表“好，强大”的Good、Great，互联网的术语Guide（引导者、指南、路标）、Gateway（网关、通路），“有吸引力的”Gravity（地心引力、万有引力）、Gorgeous、Grace等。

## Foxkeh
Foxkeh（フォクすけ）是Mozilla日本創作的吉祥物。2006年9月1日，Mozilla日本公開徵求名稱，最終以「Foxkeh（フォクすけ）火狐之助」作為他的名字。

## Foxmosa
狐耳摩莎（Foxmosa）是Mozilla台灣社群所創作的吉祥物。2006年11月12日，於Firefox 2.0正式推出當天誠品書店信義店舉辦的火狐大轟趴2.0活動中公開。最初這隻小狐狸繪者為網路插畫家「他踢的」，代號為「FoxTWET」。

## Kumi
由印尼社群所創作的吉祥物。

## 外部連結
英文
- 印尼吉祥物
- Foxkeh's Wallpaper Creator（页面存档备份，存于） （英文） - 可自訂個人化的Foxkeh桌布和面板

日文
- 日本吉祥物（页面存档备份，存于）

簡體中文
- 中國吉祥物

正體中文
- 台灣吉祥物（页面存档备份，存于）
- 抓火狐  狐耳摩莎推薦您使用 Firefox！ MozTW社群Firefox下載介紹頁